# Kerri Green

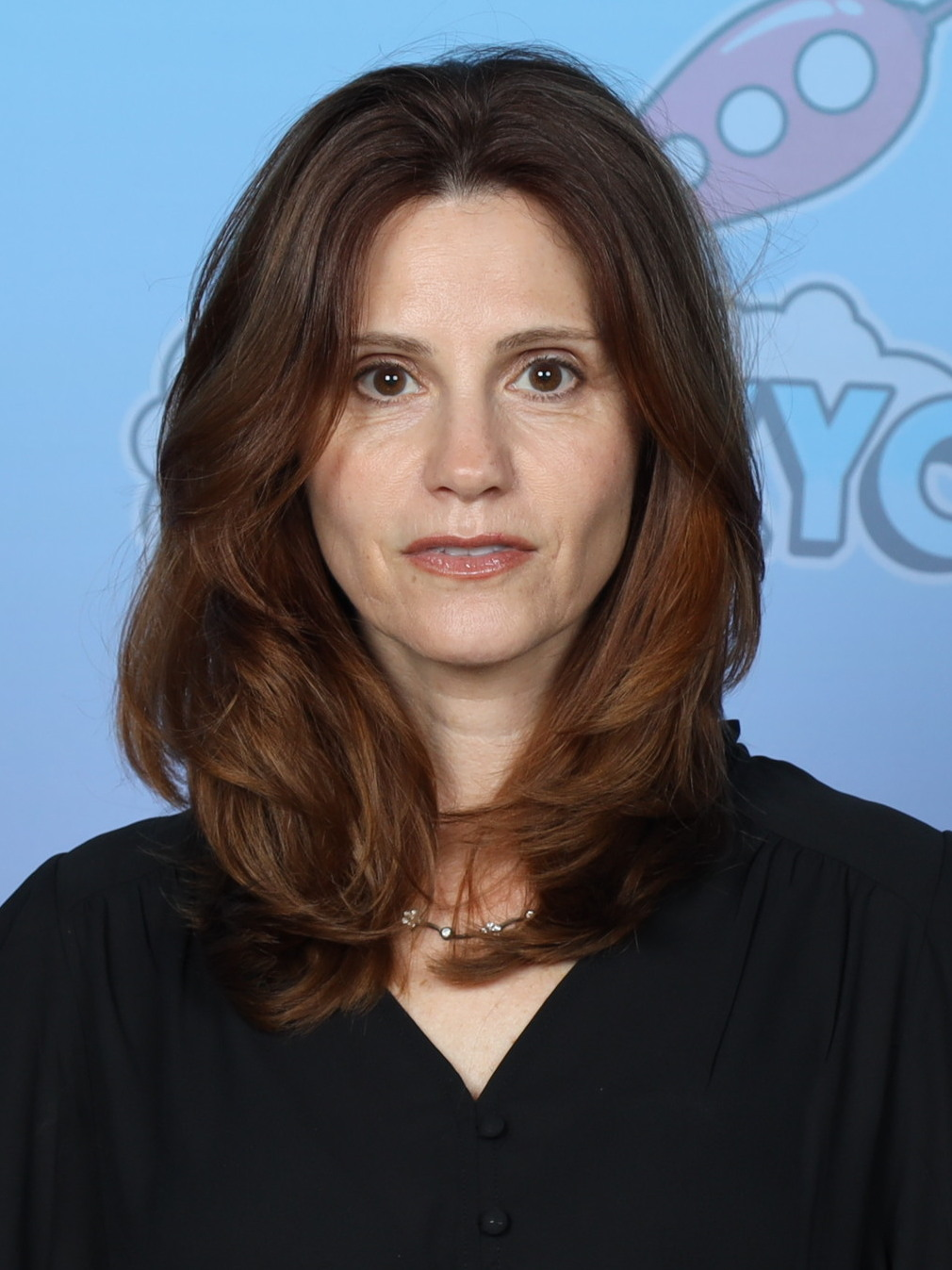
Kerri Green

Kerri Green (Fort Lee (New Jersey), 14 januari 1967) is een Amerikaans actrice.
Green was in de jaren 1980 een bekende tienerster, die haar grote doorbraak kreeg met een rol in The Goonies (1985). Ze werd later door critici geprezen voor haar rol in Lucas (1986).
In 1994 stopte Green met acteren om kunst te studeren. Ze is de medeoprichter van "Independent Women Artists", een productiemaatschappij. Zo produceerde ze een film over tienerzwangerschap.

## Filmografie
- The Goonies (1985) - Andy Carmichael
- Summer Rental (1985) - Jennifer Chester
- Lucas (1986) - Maggie
- Three for the Road (1987) - Robin Kitteredge
- Young Harry Houdini (1987) - Calpernia
- Private Affairs (1989) - Madeline Green
- The Burden of Proof (1992) - Kate Granum
- Tainted Blood (1993) - Tori Pattersen
- Blue Flame (1993) - Rain

- Bibliothèque nationale de France: cb141832135 (data)
- International Standard Name Identifier: 0000 0001 1437 2575
- Library of Congress Control Number: no97023447
- Virtual International Authority File: 6994628
- WorldCat: E39PBJwtjC9pqg78TfjFf6Y3wC